# Heidrun Gerzymisch
Heidrun Gerzymisch (Gusow-Platkow, 8 de mayo de 1944) es una investigadora en traducción alemana y profesora emérita de la Universidad del Sarre en Saarbrücken, donde ocupó la cátedra de "Lingüística inglesa y ciencia de la traducción" entre 1993 y 2009. En 2014 es responsable de la escuela preparatoria internacional de doctorado "MuTra" en el Centro de Graduados GradUS de la Universidad del Sarre y enseña Traducción en la Universidad de Ciencias Aplicadas de Zúrich (ZHAW).

## Infancia y educación
Gerzymisch nació en Gusow, cerca de Seelow, Alemania. Se graduó en el "Institut für Übersetzen und Dolmetschen" (Instituto de Traducción e Interpretación) de la Universidad de Heidelberg en 1969 con el título de "Diplom-Übersetzer" (Máster en Traducción) de inglés y español con especialización en Economía, tras realizar prácticas estudiantiles en RTP, Nueva York (1964) y estudios de idiomas en el Politécnico de Londres Central (1965) y la Universidad de Zaragoza, España (1968). Posteriormente trabajó como traductora e intérprete autónoma (certificada) principalmente en el campo de la economía y los negocios internacionales.

## Carrera
De 1979 a 1993, Gerzymisch fue profesora en el "Institut für Übersetzen und Dolmetschen" (Instituto de Traducción e Interpretación) de la Universidad de Heidelberg, donde impartió seminarios de traducción y cursos prácticos de traducción (economía). En 1986 recibió su doctorado (Dr. phil.) de la Universidad Johannes Gutenberg de Mainz -Germersheim con una disertación sobre la estructura de la información (análisis tema-rema) de textos comerciales estadounidenses (en alemán).
Desempeñó cátedras en 1987-1988, 1990 y 1991 en el "Departamento de Traducción e Interpretación" del Instituto de Estudios Internacionales de Monterey, Monterey, California, y completó su "Habilitación" postdoctoral en Ciencias de la Traducción en la Universidad de Heidelberg en 1992. En 1993 ejerció como profesora interina de traducción en el "Institut für Übersetzen und Dolmetschen" de la Universidad de Heidelberg y posteriormente fue nombrada catedrática de Lingüística Inglesa y Traducción de la Universidad del Sarre, puesto que ocupó hasta 2009. Fue profesora invitada en el Instituto de Traduccionología de la Universidad Carolina de Praga en 1999, en el Instituto de Traduccionología Teórica y Aplicada de la Universidad de Graz en 2002, en el Instituto de Traducción e Interpretación de la Universidad de Ciencias Aplicadas de Zúrich (ZHAW) de 2008 a 2018, así como en el Centro de Estudios de Traducción de la Universidad de Viena en 2010.
En 1994, Heidrun Gerzymisch fundó el Centro de Investigación en Traducción Avanzada (ATRC) en la Universidad del Sarre, y también en 1996 con la fundación del Sarre "Stiftung zur Förderung des wissenschaftlichen Nachwuchses im Übersetzen und Dolmetschen" ("Fundación para la promoción de jóvenes académicos en traducción e interpretación"). El ATRC organizó una serie de euroconferencias Marie Curie financiadas por la UE en las universidades de Aarhus, Copenhague, Praga, Saarbrücken y Viena entre 1999 y 2007. Esto más tarde condujo a la fundación de la escuela preparatoria internacional de doctorado MuTra. En 2010, MuTra se integró en el centro de posgrado GradUS de la Universidad del Sarre.
Gerzymisch es el presidente del Comité del Premio a Jóvenes Académicos de la EST (Sociedad Europea de Estudios de Traducción).

## Investigación
Gerzymisch estudia los procesos implicados en la traducción. Su investigación está fuertemente influenciada por las ideas y principios del físico y lingüista de Heidelberg Klaus Mudersbach. Desarrolló una metodología de traducción basada en el principio atomístico-holístico-holatomista de Mudersbach, ampliándolo para incluir lo que ella llama "subjetividad transparente" o individualismo en el proceso de traducción. Sus temas de investigación incluyen: el papel de las estructuras holísticas en los procedimientos de comparación y transferencia en los procesos de traducción; análisis comparativos de rasgos comunes y diferencias en el lenguaje, el conocimiento y los sistemas culturales; y el papel de los procesos de escritura en la traducción de textos audiovisuales e híbridos.
Gerzymisch ha publicado varios libros y artículos en revistas sobre la toma de decisiones en los procesos de traducción, así como sobre la coherencia, la estructura de la información y la repetición de ideas en el trabajo traducido. Ha escrito sobre la interpretación de la cultura durante el proceso de traducción  y sobre la comparación de sistemas de conocimiento y preferencias discursivas. Ha impartido conferencias y escrito sobre la evaluación de traducciones y sobre la traducción de subtítulos, audiodescripción e interpretación escrita de obras visuales.  Una colección de artículos, editados por Juliane House, Werner Koller y Klaus Schubert, se publicó en alemán como Neue Perspektiven in der Übersetzungs- und Dolmetschwissenschaft en 2004, en honor a su 60 cumpleaños.

## Personal
Heidrun Gerzymisch tiene vínculos familiares en Estados Unidos y Canadá y vive en Alemania y Suiza.

## Obras seleccionadas
- 1987: Zur Thema-Rhema-Gliederung in amerikanischen Wirtschaftsfachtexten. Eine exemplarische Analyse. Tübingen: Narr (Dissertation, in German).
- 1989 (with Klaus Mudersbach): "Isotopy and Translation". In: Peter W. Krawutschke (Ed.): Translator and Interpreter Training. New York: SUNY (= American Translators Association Scholarly Monograph Series. Vol. III). 147-170. Revised: Gerzymisch-Arbogast (2004): "On the Translatability of Isotopies". In: Antin, F./Koller, W. (Eds.): Les limites du traduisible. In: FORUM. Paris: Presses de la Sorbonne Nouvelle KSCI. Vol. 2 No. 2. 177-197
- 1996: Termini im Kontext: Verfahren zur Erschließung und Übersetzung der textspezifischen Bedeutung von fachlichen Ausdrücken. Tübingen: Narr. (post-doctoral "Habilitationsschrift", in German). Summary in English: (1994): "Identifying term variants in context: The SYSTEXT approach". In: Snell-Hornby, M./Pöchhacker, F./Kaindl, K. (Eds.): Translation Studies: An Interdiscipline. Amsterdam - Philadelphia: Benjamins (= Benjamins Translation Library. Vol. 2). 279-290.
- 1998 (with Klaus Mudersbach): Methoden des wissenschaftlichen Übersetzens. Tübingen - Basel: Francke. (in German). Revised, simplified and updated in English 2008 as "Fundamentals of LSP Translation" in: Gerzymisch-Arbogast, Heidrun/Budin, Gerhard/Hofer, Gertrud (Eds.): LSP Translation Scenarios. MuTra Journal 02.
- 1999: "Kohärenz und Übersetzung: Wissenssysteme, ihre Repräsentation und Konkretisierung in Original und Übersetzung". In: Gerzymisch-Arbogast, Heidrun/Gile, Daniel/House, Juliane/Rothkegel, Annely (Eds.): Wege der Übersetzungs- und Dolmetschforschung. Tübingen: Narr. 77-106. Updated (2007): "Visualisierte Textrepräsentationen und Translation". In: Villiger, Claudia/Gerzymisch-Arbogast, Heidrun (Eds.): Kommunikation in Bewegung. Multimedialer und multilingualer Wissenstransfer in der Experten-Laien-Kommunikation. Frankfurt: Lang. 57-75.
- 2001: "Equivalence Parameters and Evaluation". In: Lee-Jahnke, Hannelore (Ed.): Évaluation: Paramètres, Méthodes, Aspects Pédagogiques. META Vol. 46, no.2. 227-242.
- 2003: "Norm and Translation Theory. Some Reflections on its Status, Methodology and Implications." In: Schubert, Klaus (Ed.): Übersetzen und Dolmetschen: Modelle, Methoden, Technologie (= DGÜD Jahrbuch Übersetzen und Dolmetschen Band 4/I). Tübingen: Narr. 47-68.
- 2005: "That rising corn...ce blé qui lève...die aufgehende Saat... Towards a Common Translation Profile". In: Götz, Katrin/Herbst, Thomas (Eds): Translation and translation theory: uni- or bilateral relationship?. ZAA Zeitschrift für Anglistik und Amerikanistik Würzburg: Königshausen & Neumann. 117-132.
- 2005 (with Martin Will): "Kulturtransfer oder Voice Over: Informationsstrukturen im gedolmetschten Diskurs". In: Braun, Sabine/Kohn, Kurt (Eds.): Sprache(n) in der Wissensgesellschaft. Proceedings der 34. Jahrestagung der Gesellschaft für Angewandte Linguistik. Frankfurt: Lang.
- 2007: "Am Anfang war die Leipziger Schule". In: Wotjak, Gert (Ed.): Quo vadis Translatologie? Ein halbes Jahrhundert universitäre Ausbildung von Dolmetschern und Übersetzern in Leipzig. Rückschau, Zwischenbilanz und Perspektiven aus der Außensicht. Berlin: Frank & Timme. 59-78.
- 2008: Challenges in Multidimensional Translation. Proceedings of the MuTra Conference series 2005 – 2007, ed. by Heidrun Gerzymisch-Arbogast et al.
- 2011: "Translatorisches Verstehen im Spannungsfeld von Handeln und Reflexion: Akteur- und Betrachterperspektive". In: Pöckl, Wolfgang/Ohnheiser, Ingeborg/Sandrini. Peter (Eds.): Translation. Sprachvariation. Mehrsprachigkeit. Festschrift für Lew Zybatow zum 60. Geburtstag. Frankfurt: Lang. 139-148.